# Ґронди (Піський повіт)
Ґронди (пол. Grądy, нім. Gronden) — село в Польщі, у гміні Ожиш Піського повіту Вармінсько-Мазурського воєводства.
Населення — 102 особи (2011).
У 1975-1998 роках село належало до Сувальського воєводства.

## Демографія
Демографічна структура станом на 31 березня 2011 року:
|          | Загалом | Допрацездатний вік | Працездатний вік | Постпрацездатний вік |
| -------- | ------- | ------------------ | ---------------- | -------------------- |
| Чоловіки | 51      | 6                  | 40               | 5                    |
| Жінки    | 51      | 13                 | 27               | 11                   |
| Разом    | 102     | 19                 | 67               | 16                   |